# Centro internacional de conferencias de Kioto

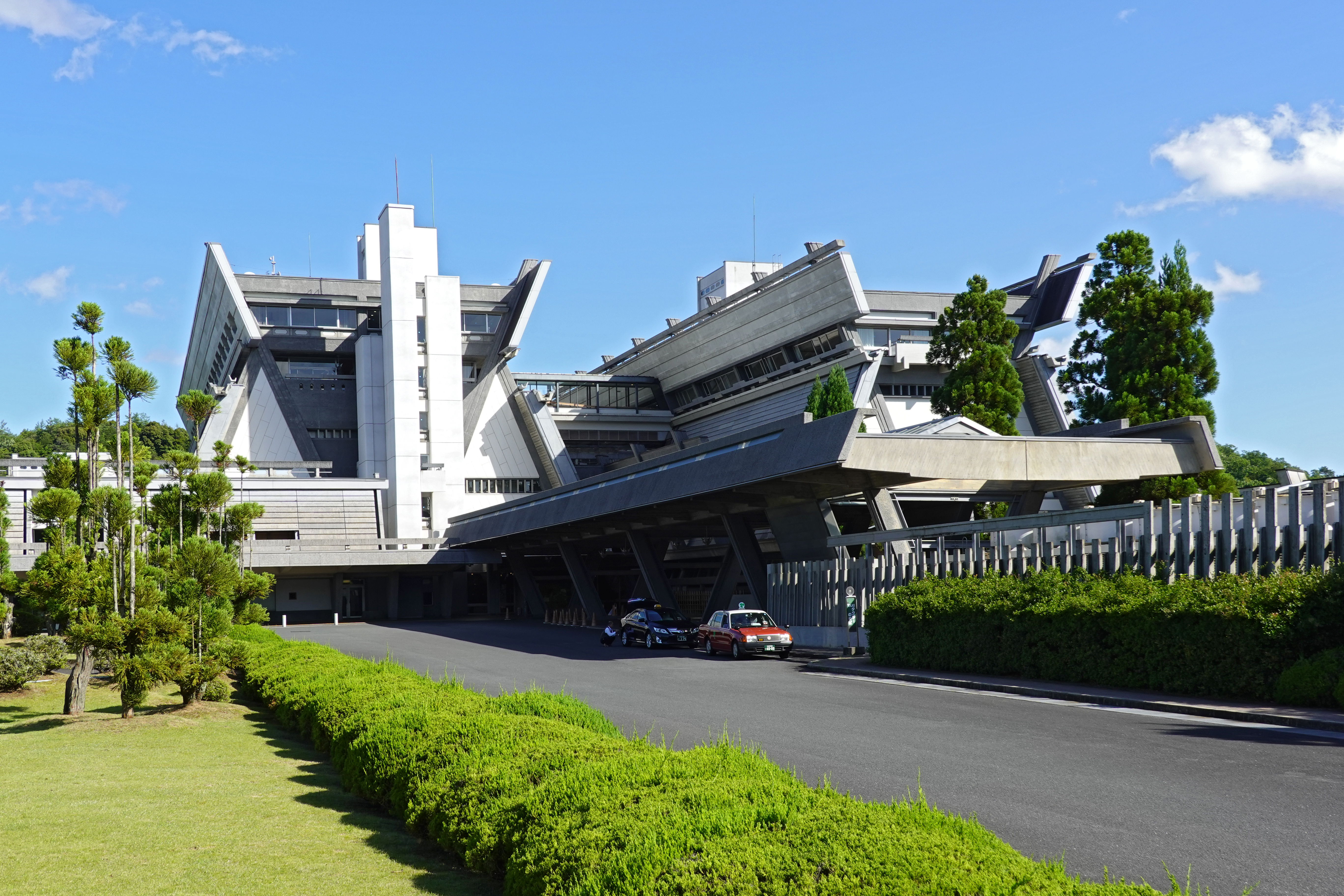

El Centro internacional de conferencias de Kioto (国立京都国際会館 Kokuritsu Kyōto Kokusai Kaikan?), abreviado como ICC Kioto (por sus siglas en inglés) y anteriormente llamado Sala de conferencias internacionales, es un centro de convenciones en Takarakaike, Sakyō-ku, Kyoto, Japón. Se inauguró en 1966 y se amplió en 1973, tiene 156 000 m² de espacio. El protocolo de Kioto se firmó aquí.
El centro fue diseñado por el arquitecto Sachio Otani con una estructura hexagonal inusual que permitió tener pocas paredes o columnas verticales. Tiene varias salas de conferencias, la principal tiene capacidad para 2000 personas, algunas salas pequeñas, un salón anexo con capacidad para 1500 personas y una sala de eventos. El Hotel Grand Prince de Kioto está cerca. La sala principal y el anexo están equipadas para realizar interpretación simultánea en 12 idiomas.
Está situado al norte de Kioto y se puede llegar por la línea Karasuma del metro.
El complejo es la locación de la escena final de la película de culto de artes marciales de 1982, El reto, de John Frankenheimer, protagonizada por Scott Glenn y la legendaria estrella Japonesa, Toshiro Mifune.

## Historia

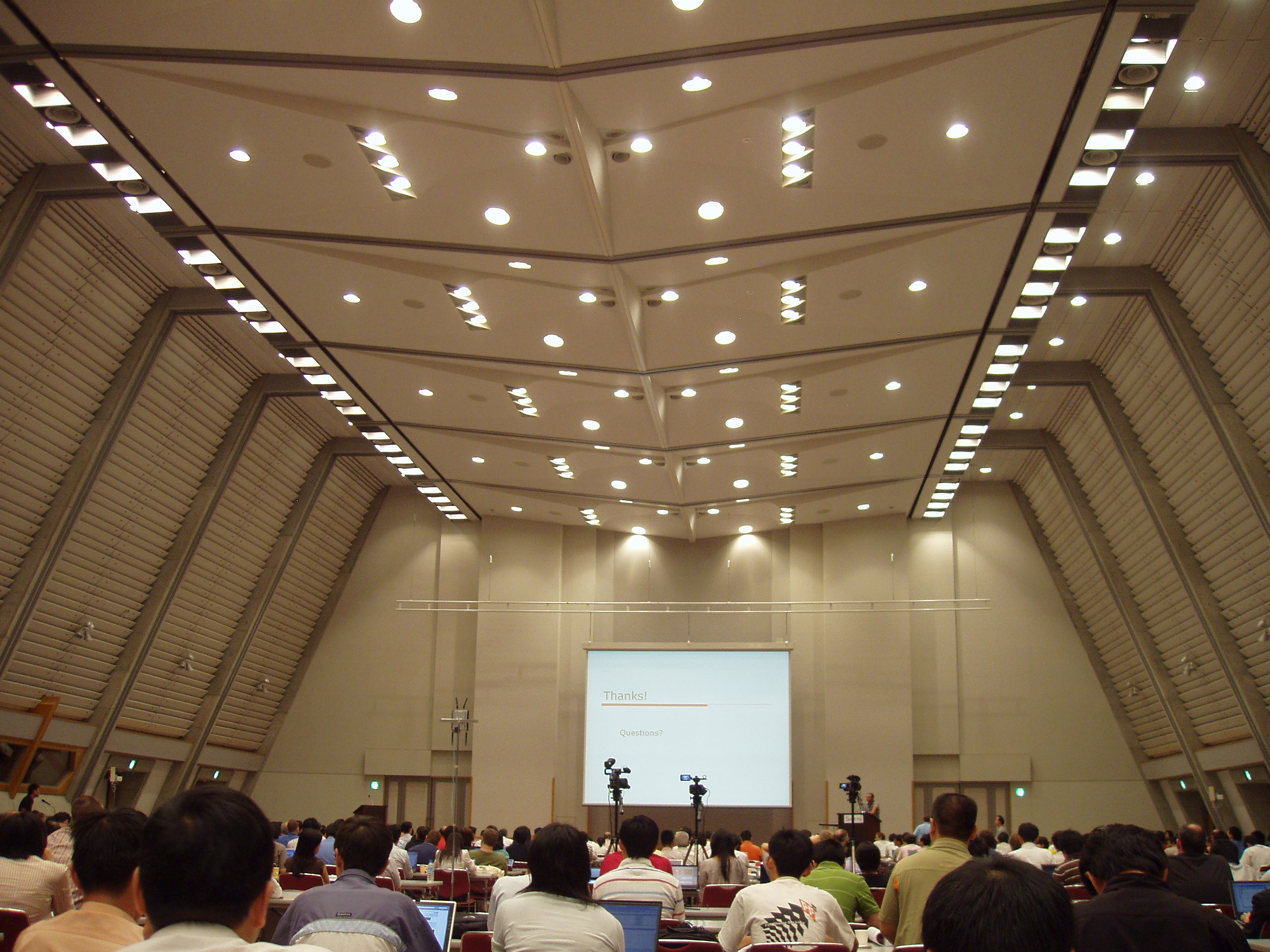
Salón interior anexo

Después de la Segunda Guerra Mundial se discutía en el Japón de la posguerra y en proceso de reconstrucción la idea de un centro de conferencias internacionales para reconectarse con la sociedad diplomática internacional.
En 1956 Ichiro Kono visitó el Palacio de las Naciones en Génova, Suiza, como representante del gobierno en una conferencia. Después de regresar expuso al primer ministro Nobusuke Kishi la necesidad de crear un centro de conferencias internacionales. El alcalde de Kioto, Yoshizo Takayama, quería atraer el turismo internacional a la ciudad por lo que aprovechó la oportunidad para que Kioto fuese la sede del centro de conferencias.
El 8 de noviembre de 1956 el primer ministro dijo que «[quería] construir un centro de conferencias internacionales en la ciudad de Kioto y sus alrededores». Para 1957 el congreso aprobó un presupuesto de 5 millones de yenes para la planeación e investigación de la construcción del recinto. Se hizo un concurso para el diseño, construcción y parte de la administración para la persona con el diseño más sobresaliente.
Se presentaron 195 proyectos y tras quince deliberaciones el proyecto de Sachio Otani fue el elegido, quien ya había diseñado el edificio del gobierno metropolitano de Tokio.
El proyecto de Sachio Otani mezclaba estilos de construcción del Japón antiguo con estructuras de doble trapezoide incorporadas en los elementos espaciales, lo que creaba espacios tridimensionales adecuados para un centro de conferencias internacionales. El proyecto aprovechaba la naturaleza de Takaragaike, disponía de los estacionamientos y jardines de una forma ingeniosa así como también tenía en cuenta proyectos de expansión.

## Eventos pasados
- 1994: Unión Internacional De Telecomunicaciones Conferencia plenipotenciaria.
- 1997: Convención Marco de Naciones Unidas sobre el Cambio Climático (Protocolo de Kioto)
- 2003: Foro Mundial Del Agua